# Shorea
Shorea là một chi khoảng 196 loài chủ yếu là rừng nhiệt đới cây trong họ Dipterocarpaceae. Chi này được đặt theo tên của Ngài John Shore, toàn quyền của Công ty Đông Ấn thuộc Anh, 1793–1798. Gỗ loài của các loài cây trong chi này được bán dưới các tên thông dụng trong tiếng Anh là lauan, luan, lawaan, meranti, seraya, balau, bangkirai, và Philippine mahogany.

## Mô tả
Shorea spp. là các loài bản địa Đông Nam Á, từ bắc Ấn Độ đến Malaysia, Indonesia, và Philippines. Ở tây Malesia và Philippines, chi này gồm các cây vươn lên vượt trội trong các khu rừng nhiệt đới. Cây thực vật hạt kín nhiệt đới cao nhất được ghi nhận là một cây Shorea faguetiana cao 88,3 mét ở vườn quốc gia Tawau Hills, ở Sabah trên đảo Borneo, và trong vườn quốc gia này ít nhất có 5 loài của chi này có chiều cao trên 80 m: S. argentifolia, S. gibbosa, S. johorensis, S. smithiana, và S. superba. Borneo cũng là điểm nóng của sự đa dạng Shorea với 138 loài, trong đó 91 loài đặc hữu sinh sống trên đảo này.

## Các loài
- Shorea acuminata
- Shorea acuminatissima
- Shorea acuta
- Shorea affinis
- Shorea agamii
- Shorea albida
- Shorea almon
- Shorea altopoensis
- Shorea alutacea
- Shorea amplexicaulis
- Shorea andulensis
- Shorea angustifolia
- Shorea argentea
- Shorea argentifolia
- Shorea asahii
- Shorea assamica
- Shorea astylosa
- Shorea atrinervosa
- Shorea bakoensis
- Shorea balanocarpoides
- Shorea beccariana
- Shorea bentongensis
- Shorea biawak
- Shorea blumutensis
- Shorea bracteolata
- Shorea brunnescens
- Shorea bullata
- Shorea calcicola
- Shorea carapae
- Shorea chaiana
- Shorea ciliata
- Shorea collaris
- Shorea collina
- Shorea confusa
- Shorea congestiflora
- Shorea conica
- Shorea contorta
- Shorea cordata
- Shorea cordifolia
- Shorea coriacea
- Shorea crassa
- Shorea curtisii
- Shorea cuspidata
- Shorea dasyphylla
- Shorea dealbata
- Shorea dispar
- Shorea disticha
- Shorea domatiosa
- Shorea dyeri
- Shorea elliptica
- Shorea exelliptica
- Shorea faguetiana
- Shorea faguetioides
- Shorea falcata
- Shorea falcifera
- Shorea falciferoides
- Shorea fallax
- Shorea farinosa
- Shorea ferruginea
- Shorea flaviflora
- Shorea flemmichii
- Shorea foraminifera
- Shorea foxworthyi
- Shorea furfuracea
- Shorea gardneri
- Shorea geniculata
- Shorea gibbosa
- Shorea glauca
- Shorea gratissima
- Shorea guiso
- Shorea havilandii
- Shorea hemsleyana
- Shorea henryana
- Shorea hopeifolia
- Shorea hulanidda
- Shorea hypochra
- Shorea hypoleuca
- Shorea iliasii
- Shorea inaequilateralis
- Shorea inappendiculata
- Shorea induplicata
- Shorea isoptera
- Shorea javanica
- Shorea johorensis
- Shorea kuantanensis
- Shorea kudatensis
- Shorea kunstleri
- Shorea ladiana
- Shorea laevis
- Shorea lamellata
- Shorea laxa
- Shorea lepidota
- Shorea leprosula
- Shorea leptoderma
- Shorea lissophylla
- Shorea longiflora
- Shorea longisperma
- Shorea lumutensis
- Shorea lunduensis
- Shorea macrantha
- Shorea macrobalanos
- Shorea macrophylla
- Shorea macroptera
- Shorea malibato
- Shorea materialis
- Shorea maxima
- Shorea maxwelliana
- Shorea mecistopteryx
- Shorea megistophylla
- Shorea micans
- Shorea monticola
- Shorea montigena
- Shorea mujongensis
- Shorea multiflora
- Shorea myrionerva
- Shorea negrosensis
- Shorea oblongifolia
- Shorea obovoidea
- Shorea obscura
- Shorea ochracea
- Shorea ochrophloia
- Shorea ovalifolia
- Shorea ovalis
- Shorea ovata
- Shorea pachyphylla
- Shorea palembanica
- Shorea pallescens
- Shorea pallidifolia
- Shorea parvifolia
- Shorea parvistipulata
- Shorea patoiensis
- Shorea pauciflora
- Shorea peltata
- Shorea pilosa
- Shorea pinanga
- Shorea platycarpa
- Shorea platyclados
- Shorea polita
- Shorea polyandra
- Shorea polysperma
- Shorea praestans
- Shorea pubistyla
- Shorea quadrinervis
- Shorea resinosa
- Shorea retinodes
- Shorea retusa
- Shorea revoluta
- Shorea richetia
- Shorea robusta
- Shorea rogersiana
- Shorea rotundifolia
- Shorea roxburghii
- Shorea rubella
- Shorea rubra
- Shorea rugosa
- Shorea sagittata
- Shorea scaberrima
- Shorea scabrida
- Shorea scrobiculata
- Shorea selanica
- Shorea seminis
- Shorea siamensis
- Shorea singkawang
- Shorea slootenii
- Shorea smithiana
- Shorea splendida
- Shorea squamata
- Shorea stenoptera
- Shorea stipularis
- Shorea subcylindrica
- Shorea submontana
- Shorea sumatrana
- Shorea superba
- Shorea symingtonii
- Shorea tenuiramulosa
- Shorea teysmanniana
- Shorea thorelii
- Shorea trapezifolia
- Shorea tumbuggaia
- Shorea uliginosa
- Shorea waltoni
- Shorea wangtianshuea
- Shorea venulosa
- Shorea virescens
- Shorea woodii
- Shorea worthingtoni
- Shorea xanthophylla
- Shorea zeylanica